# Horsa Istvánné Fekete Zsuzsanna
Horsa Istvánné Fekete Zsuzsanna (Gúta, 1939. június 16. – Komárom, 2019. december 6.) Sebestyén Gyula-díjas önkéntes néprajzi gyűjtő. Munkásságában elsősorban az 1938-as Csehszlovák–magyar lakosságcsere egyezmény következtében Magyarországra telepített felvidéki magyar lakosság kultúráját és szokásait kutatta. Gyűjteménye az 1946 és 1948 között a szlovákiai Komárom környéki falvakból Magyarországra telepített, s idővel Dél-Komáromba, a szülőföld közelébe költözött családok által megőrzött relikviákat (viseletek, bútorok, használati tárgyak, mezőgazdasági eszközök, dokumentumok, fényképek) tartalmazza. Az anyagot, amely több, mint 120 ajándékozó és adatközlő jóvoltából jött létre, a komáromi Klapka György Múzeumnak adományozta, ahol jelenleg a Két Haza Egy Szívben élményraktár formájában lehet megtekinteni a gyűjtemény egyes darabjait.

## Élete
1939-ben született a csallóközi Gútán, 1947-ben telepítették családjával együtt Magyarországra. Családja értelmiségi származása miatt nem tanulhatott tovább, ezért nagynénje, Sziklay Baby stúdiójában fényképészetet tanult.
1969 és 1993 között a Komáromi 318. számú Ipari Szakmunkásképző Intézet (ma Alapy Gáspár Technikum és Szakképző Iskola) műszaki, építőipari tanára volt. Még aktív pedagógusként kezdte a múlt értékeinek fényképi gyűjtését az általa alapított iskolai Szakma- és Várostörténeti Szakkör vezetőjeként. Tanítványaival a helytörténeti szakkör keretében keresték és dokumentálták Komárom építészeti örökségét és a különböző szakmák neves helyi képviselőit. Több, azóta a múzeumba került kézirat, fénykép és videó őrzi e munkásság emlékét és szolgál a városra vonatkozó építés- és helytörténeti kutatások alapjául. 
Nyugdíjba vonulása után, 1993-tól kezdte el a Csehszlovákiából Magyarországra telepített családok emlékként megőrzött tárgyainak (viseletek, bútorok, gazdasági, háztartási eszközök, fényképek, stb.) gyűjtését. A több száz darabból álló anyagot leírókartonok, az adatközlőkről készített videofilmek és fényképek kíséretében 1997-ben, a Klapka György Múzeumban megrendezett „Két haza egy szívben" című kiállítás után a múzeumnak adományozta.
A komáromi Klapka György Múzeummal 1996-tól kezdett együtt dolgozni. Gyűjtési és dokumentálási tevékenysége egyfajta összekötő kapcsot képezett az otthon maradottak és az áttelepítettek között. Előadásai, kiállításai, valamint múzeumpedagógiai tevékenysége a különböző szakfolyóiratokban, mint a Néprajzi Hírek, vagy a Honismeret is megjelentek.
Családját is megihlette néprajzi érdeklődése. Lánya, Horsa Zsuzsanna néprajz szakon végzett, diplomamunkájához az áttelepített felvidéki magyarok hétköznapi kultúráját vizsgálta. Gyermekei, Zsuzsanna, Péter és István Portéka néven népzenekart alapítottak. Fia, Horsa István az Ördöngös Népzenetanoda alapítója Halmos Béla-díjjal elismert népzenész, a Horsa Banda vezetője.

## Kiállításai
1997: „Két Haza Egy Szívben," a felvidéki magyarság áttelepítésének 50. évfordulója alkalmából rendezett kiállítás, elsősorban hét felvidéki falu, Komáromszentpéter, Izsa, Naszvad, Hetény, Martos, Madar és Gúta lakosainak sorsát követi nyomon a tárgyaikon keresztül.
2000: „Határon innen - határon túl - Fehér vászonhímzések" címmel a Magyarországra áttelepített és a Csehszlovákiában maradt családok hajdani közös életének jellegzetes kézimunkáit mutatta be. A komáromszentpéteri, hetényi, madari és izsai felvidéki fehér vászonhímzéseknek azok készítési, értékesítési módjának, felhasználásának bemutatása méltán tarthatott számot az otthon maradottak és az áttelepítettek nagy érdeklődésére.
2000: A „110 éves a komáromi Erzsébet híd" című kiállítás híd-installációján a néprajzi gyűjtemény felvidéki viseletei voltak láthatók életnagyságú bábukon.
2004: „A szó elszáll, a kép megmarad" című időszaki viselet- és fotótörténeti dokumentum-kiállítás kereteken bemutatásra került egy 20. század eleji fotóműhely- és fényképész műterem, Nagy Lajos volt naszvadi és Sziklay Baby volt gútai, ácsi, majd almásfüzitői fényképész hagyatékaként; valamint Naszvad és környéke lakóiról készített archív fotók és fotónegatívok.
2005: A „Hazatérés - Nagy Lajos fényképész emlékkiállítása Naszvadon" a két világháború közötti naszvadi fényképész testvérei, Nagy Rozália és Nagy Erzsébet által megőrzött 3500 negatívot tartalmazó anyagból készült.
2007: „Emlék-képek - Adalékok Martos múltjához Martoson" 
2008: „Hétköznapi Áhítat - a Felvidékiek Népi Vallásossága"

## Elismerései
- 1997-ben az országos Néprajzi- és Nyelvjárási Pályázaton első díjat nyert.
- 1998-ban az országos Néprajzi- és Nyelvjárási Pályázaton ezüstérmet nyert.
- 2001-ben Komárom Város Polgármesteri díjában részesült, emellett munkásságát itthon és több érintett felvidéki településen is elismerő és köszönő oklevéllel díjazták: így Naszvadon 2005-ben, 2011-ben és 2017-ben, és Komáromszentpéteren 2012-ben.
- Önkéntes néprajzi munkásságát, és az Önkéntes Néprajzi Gyűjtő Szakosztályban évek óta vállalt aktív szerepét a Magyar Néprajzi Társaság 2003-ban Sebestyén Gyula-díjjal ismerte el.
- 2018-ban a Magyar Néprajzi Társaság által a határon túli magyar kisebbségek hagyományos kultúrájának kutatásában elért kiemelkedő eredményéért Pro Ethnographia Minoritatum emlékéremben részesült.
- 2019-ben Komárom Város Önkormányzata Pro Urbe emlékéremmel ismerte el a városért végzett munkásságát.